# 高橋菜生
高橋 菜生（たかはし なお、1996年〈平成8年〉11月18日 - ）は、日本の元モデル、元レースクイーン。東京都出身。スターレイプロダクションを経てティースタイルマネージメント（ビーチウォーカーズ・マネージメントグループ系列）に所属していた。

## 来歴
高校卒業後の2015年頃にスカウトされてモデル業を始め、三愛水着ファッションショーなどのイベントに参加。その後2019年、SUPER GT300クラスへの参加を果たした「チーム郷」のレースクイーンユニット『TEAM GOH MODELS』の一員となり、同年度の日本レースクイーン大賞で新人グランプリを受賞。更にファイナリスト20名の中にも入った。この年のFIA 富士6時間耐久レースでは『WECグリッドセレモニーガール』として和服姿を披露している。
2020年に所属事務所をティースタイルマネージメントに移籍。先輩に当たる川村那月から「ZENT sweeties」メンバーを引き継ぎ、SUPER GT500クラスのレースクイーンを務める。翌2021年も小湊美月と共にZENT sweetiesを継続し、同年度のリーダーも務めたが、同年11月23日にレースクイーン及び芸能界引退をSNSで表明。2022年2月19日のZENT sweeties2021卒業イベントをもって芸能活動を終了した。
2022年4月からは、居酒屋「もつ焼のんき」を運営する『ネクストグローバルフーズ』（社長：荻野貴臣）の人材広報部に勤務。RQ活動中にアルバイトをしていた縁で就職を決めたという。
2023年5月12日付の自身のインスタグラムにて、入籍並びに妊娠していたことを明かし、同年6月28日に女児を出産した。

## 人物
- メンバーから「なおぴ」と呼ばれることがある[1]。
- 趣味は買い物、カフェ巡り[14]。特技はバレーボール[14]。
- 「クロエ」という猫を飼っている[15]。

## 活動

### レースクイーン
| 年     | カテゴリー | クラス | 所属チーム      | 他メンバー                                       |
| ------ | ---------- | ------ | --------------- | ------------------------------------------------ |
| 2019年 | SUPER GT   | 300    | TEAM GOH MODELS | 岡山友里愛、ちはる                               |
| 2020年 | SUPER GT   | 500    | ZENT sweeties   | 今井みどり（リーダー）、桜田莉奈、藤永妃央、美月 |
| 2021年 | SUPER GT   | 500    | ZENT sweeties   | 亀澤杏奈、藤井マリー、小湊美月、松田蘭           |

## 出演

### TV
- 全力坂

### web
- SweetAngel（2017）
- DURAS（2017）
- 「まるやま・京彩グループ」振袖モデル（2019 - 2020）[動画 1]

### イベント
- 三愛水着楽園ファッションショー（2016 - 2017）
- ルーキーレースクイーン・高橋菜生 感謝感激♡秋フェス（2019年9月23日、小学館第4スタジオ）[18]
- FIA 世界耐久選手権「富士6時間耐久レース」WECグリッドセレモニーガール（2019年10月4日 - 6日、富士スピードウェイ）[注 1]
- 東京オートサロン2020「K'SPECグループ」ブースモデル（小嶋みやびと共演）[19]